# 土浦市立藤沢小学校
土浦市立藤沢小学校（つちうらしりつ ふじさわしょうがっこう）は、茨城県土浦市藤沢にかつて存在した公立小学校。

## 沿革
- 1875年（明治8年）- 私塾の歓相舎が公立小学校となる。藤沢小学校に改称され、飯島治郎太夫宅を校舎とする[1]。
- 1889年（明治22年）- 藤沢尋常小学校に改称。
- 1899年（明治33年）- 高等科を設置、藤沢尋常高等小学校に改称。
- 1939年（昭和14年）2月3日 - 閉校時の場所に、校舎を新築、上棟式を挙行[1]。（創立記念日）
- 1941年（昭和16年）- 藤沢国民学校と改称。
- 1947年（昭和22年）- 新学制の実施に伴い、藤沢村立藤沢小学校と改称。
- 1955年（昭和30年）- 所在地の藤沢村の合併により新治村が発足。新治村立藤沢小学校となる。
- 2006年（平成18年）- 新治村が土浦市に合併。土浦市立藤沢小学校となる。
- 2018年（平成30年）- 児童数の減少に伴い、斗利出小学校・山ノ荘小学校・新治中学校と統合して「新治学園義務教育学校」となることが決まる[2]。
  - 3月31日 - 閉校。3月21日に閉校式を開催[3]閉校時点の児童数は227人。

## 校歌
- 塚本勝義作詞、岩井清志作曲[4]。